# Batrachedra arenosella
The Coconut Moth (Batrachedra arenosella) là một loài bướm đêm thuộc họ Blastobasidae. Nó được tìm thấy ở Ấn Độ, Indonesia và Malaya cũng như New Zealand và Úc, từ Bắc Úc và miền bắc Queensland tới New South Wales và Nam Úc.
Sải cánh dài khoảng 10 mm.